# Heinz Marx
Heinz Marx (* 29. September 1939 in Kottwitz/Schlesien; † 17. August 2022) war Fußballspieler in der DDR-Oberliga, der höchsten Spielklasse des DDR-Fußballverbandes. Er spielte dort für den SC Motor / FC Carl Zeiss Jena, mit dem er zweimal Meister wurde.

## Sportliche Laufbahn
Heinz Marx wurde in der Betriebssportgemeinschaft Empor in Schöneck/Vogtl. und Empor Tabak Dresden zum Fußballspieler ausgebildet, kam aber schon 1953 mit 14 Jahren zur BSG Motor Jena, die ein Jahr später in den Sportclub Motor Jena umgebildet wurde. Zwischen 1957 und 1958 absolvierte er acht Länderspiele mit der DDR-Junioren-Nationalmannschaft, später spielte er noch sechsmal in der Nachwuchs-Nationalmannschaft. Nach seinem Schulabschluss schloss er zunächst eine Lehre zum Anreißer ab, wurde in späteren Jahren aber Technischer Kaufmann.
In der Saison 1958 wurde Marx in das Aufgebot der 1. Männermannschaft der Jenaer aufgenommen. Den ersten Titel des SC Motor, den Pokalgewinn 1960, verpasste Marx, da er nicht im Endspiel-Aufgebot stand. Dagegen sorgte er mit 21 Punktspieleinsätzen in der Saison 1962/63 für den ersten Jenaer Meistertitel. Diesen Erfolg konnte er 1967/68, nun für den 1966 aus der Sportclubsektion Fußball heraus gegründeten FC Carl Zeiss Jena wiederholen, er war in allen 26 Punktspielen eingesetzt worden. Im Februar 1969 musste er seine Fußball-Laufbahn in der Oberliga verletzungsbedingt beenden. Der 1,80 m große Mittelfeldspieler und spätere Verteidiger absolvierte im Männerbereich 293 Pflichtspiele, in denen er neun Tore schoss. Im Einzelnen waren es 223 Oberligaspiele, 28 DDR-Pokalspiele, sowie neun Einsätze im Europapokal und 33 Spiele im International Football Cup. Zwischen 1969 und 1972 wurde Marx noch in der 2. Mannschaft des FC Carl Zeiss eingesetzt.
1989 verließ Heinz Marx die DDR und lebte in Lehrte bei Hannover.
Heinz Marx starb am 17. August 2022 und wurde auf dem Jenaer Nordfriedhof beigesetzt.